# جيف ميلر (موظف مدني)
جيف ميلر (بالإنجليزية: Geoff Miller)‏ هو موظف مدني أسترالي، ولد في 26 يناير 1942 في جرافتون في أستراليا، وتوفي في 10 أكتوبر 2014.